# Untold Story
Albums de The Game
Westside Story: The Compton Chronicles
(2004) The Documentary
(2005)
Untold Story est le premier album indépendant de The Game, sorti le 5 octobre 2004.
L'album s'est classé 6e au Top Heatseekers, 12e au Top Independent Albums, 29e au Top R&B/Hip-Hop Albums et 146e au Billboard 200.

## Liste des titres
| No  | Titre                                                         | Contient un (des) sample(s) de           | Durée |
| --- | ------------------------------------------------------------- | ---------------------------------------- | ----- |
| 1.  | Intro (featuring JT The Bigga Figga)                          |                                          | 1:03  |
| 2.  | Neighborhood Supa Starz (featuring JT The Bigga Figga)        |                                          | 3:52  |
| 3.  | When Shit Gets Thick (featuring JT The Bigga Figga et Sean T) |                                          | 3:12  |
| 4.  | I'm Looking (featuring Blue Chip)                             | Kick in the Door de The Notorious B.I.G. | 3:26  |
| 5.  | Real Gangstaz                                                 |                                          | 4:00  |
| 6.  | Drama Is Real (featuring San Quinn)                           |                                          | 3:38  |
| 7.  | Compton 2 Fillmoe                                             |                                          | 3:52  |
| 8.  | El Presidente (featuring Telly Mac)                           |                                          | 4:00  |
| 9.  | G.A.M.E. (featuring Young Noble)                              |                                          | 3:26  |
| 10. | Cali Boyz                                                     |                                          | 1:49  |
| 11. | Who the Illest (featuring Sean T)                             |                                          | 4:08  |
| 12. | Bleek Is...                                                   |                                          | 3:45  |
| 13. | Street Kings (featuring Get Low Playaz)                       |                                          | 4:55  |
| 14. | Don't Cry (featuring Blue Chip)                               |                                          | 3:29  |
| 15. | Exclusively (featuring Get Low Playaz et Young Noble)         |                                          | 4:28  |
| 16. | Compton Compton                                               |                                          | 3:38  |
| 17. | Outro (featuring JT The Bigga Figga)                          |                                          | 1:05  |